# Джайпурхат (округ)
Джайпурхат или Джойпурхат (бенг. জয়পুরহাট জেলা, англ. Jaipurhat District) — округ на востоке Бангладеш, в области Раджшахи. Образован в 1984 году. Административный центр — город Джайпурхат. Площадь округа — 965 км². По данным переписи 2001 года население округа составляло 844 818 человек. Уровень грамотности взрослого населения составлял 19,8 %, что значительно ниже среднего уровня по Бангладеш (43,1 %). 88,18 % населения округа исповедовало ислам, 9,57 % — индуизм.

## Административно-территориальное деление
Округ Джайпурхат делится на 5 подокругов:
- Аккелпур (Аккелпур)
- Джайпурхат-Садар
- Калай (Калай)
- Кхетлал (Кхетлал)
- Панчбиби (Панчбиби)